# Schoonschip
Schoonschip is een computerprogramma voor symbolische manipulatie, speciaal ontworpen voor hoge-energiefysica door Nobelprijswinnaar Martin Veltman in 1963. Het programma voert analytische wiskundige berekeningen uit.
Schoonschip doet alleen algebra, het berekent geen afgeleiden. Het draaide eerst op een IBM 7094, werd in 1966 herschreven voor de CDC-6600- en CDC-7600-assembler en kwam later ook beschikbaar in 680x0-assembler. De laatste versies werkten op Amiga, Atari ST, Sun-3 en NeXT.
Voor bekende computeralgebraprogramma's zoals Mathematica  en Maple was Schoonschip een belangrijk voorbeeld.